# Bandiera Rossa (mouvement)
Pour le chant révolutionnaire italien, voir Bandiera rossa.
Bandiera Rossa (MCI)  a été une organisation militaire clandestine de la Résistance romaine.

## Histoire
Les positions idéologiques de Bandiera Rossa étaient clairement antifascistes, antimonarchiques, contre le gouvernement Badoglio et opposées à celle de Palmiro Togliatti et du Parti communiste. 
Le mouvement Bandiera Rossa comptait environ 2 000 militants encadrés dans des formations autonomes, la plus connue étant celle de la  bande du «  Gobbo del Quarticciolo » qui ont lutté de manière autonome et dont un grand nombre a été fusillé aux Fosses ardéatines.

### Filmographie
- (it) Dieci Italiani per un tedesco,  réalisation Filippo Ratti, avec Gino Cervi, Andrea Checchi, Ivo Garran, 1951